# South Coatesville
South Coatesville est un borough situé au centre du comté de Chester, en Pennsylvanie, aux États-Unis,. En 2010, il comptait une population de 1 303 habitants. Il est incorporé en 1921.

## Démographie
Lors du recensement de 2010, le borough comptait une population de 1 303 habitants. Elle est estimée, en 2019, à 1 358 habitants.

### Source de la traduction
- (en) Cet article est partiellement ou en totalité issu de l’article de Wikipédia en anglais intitulé « South Coatesville, Pennsylvania » (voir la liste des auteurs).